# Banque centrale de la république de Saint-Marin
La Banque centrale de la république de Saint-Marin (en italiano: Banca centrale della Repubblica di San Marino), est la banque centrale de Saint-Marin.

## Histoire
La structure de la Banque centrale de la République de Saint-Marin résulte du processus d'intégration de l'Institut de crédit de Saint-Marin et de l'Institut pour le crédit et les valeurs, initié par la loi n° 83 du 27 juin 2003 et clôturé en 2005 par la loi n° 96/2005 (Statuts de la BCSM). Ce processus d'intégration a permis l'unification, dans un document unique (le BCSM), des fonctions précédemment attribuées à toutes ses institutions. Par ailleurs, les fonctions attribuées à la Banca Centrale ne sont pas étendues conformément aux dispositions statutaires générales.
Au cours des six derniers mois de 2017, nombreux et les changements au sommet ont émergé, dans l'ambito d'un'dagine complessa avviata de la magistrature en 2014 sur "conto Mazzini" ouvert à la Banca Commerciale Sammarinese, d'una "Tangentopoli sammarinese" (avec de profondes traces du monde des affaires, l'environnement bancaire et le gouvernement co-impliquant 8 anciens secrétaires d'État et 5 anciens Capitani regenti) qui a été exécuté le 30 juin 2017 à une série de condanne du premier degré. Le 22 septembre, s'il démissionnait, le président de la Banca Centrale Wafik Grais, l'actuelle dynastie suisse/égyptienne et 27 ans de retrait de la Banca Mondiale, serait en retard d'un an sur la masse salariale. Motivation: "Une vision personnelle diversifiée de la recherche d'entreprises pour la tutelle du système financier de la République de Saint-Marin et de la Banque centrale. Des entreprises et des entreprises ont récemment adopté la possibilité de prescrire le règlement des obligations définies". L'incarico restera vacant jusqu'au mai 2018.
Dans pochi mesi avvicendano également trois directeurs généraux. New August 2017 est publié par Incarico et réalisé par Lorenzo Savorelli. Le 9 octobre, Raffaele Capuano a été nommé, mais il n'a eu qu'un mois de retard, le 11 novembre 2017. Le prochain poste sera nommé le 4 décembre 2017. Roberto Moretti.
Période difficile en raison du nombre excessif de créances douteuses qui, selon le Fonds monétaire international, pesaient déjà en 2016 sur les portefeuilles des établissements de crédit saint-marinais pour une valeur brute de 1,8 milliard, soit 113 % du PIB. Un chiffre élevé pour un petit État d'un peu plus de 36 000 habitants et dont le PIB s'élevait à 1,4 milliard en 2016. À l'été 2017, les actifs et les crédits d'Asset Banca (qui avait absorbé trois ans plus tôt les actifs et les crédits de la Banca Commerciale Sammarinese) ont été transférés à la Cassa di Risparmio della Repubblica di San Marino, elle aussi en difficulté au point d'être la première banque saint-marinaise à devenir effectivement publique, représentant à elle seule la moitié du système bancaire de la République. Au cours de la même période, l'autorisation d'exploitation d'Euro Commercial Bank a été révoquée, celle-ci étant en liquidation administrative forcée. En janvier 2018, un accord a été conclu pour vendre la Banca CIS - Credito Industriale Sammarinese à un homme d'affaires saoudien, mais l'opération n'a pas été finalisée et a donné lieu à des plaintes judiciaires, des échanges d'accusations et une enquête judiciaire sur l'ancienne direction de la banque.